# Robert Rosenthal (Maler)

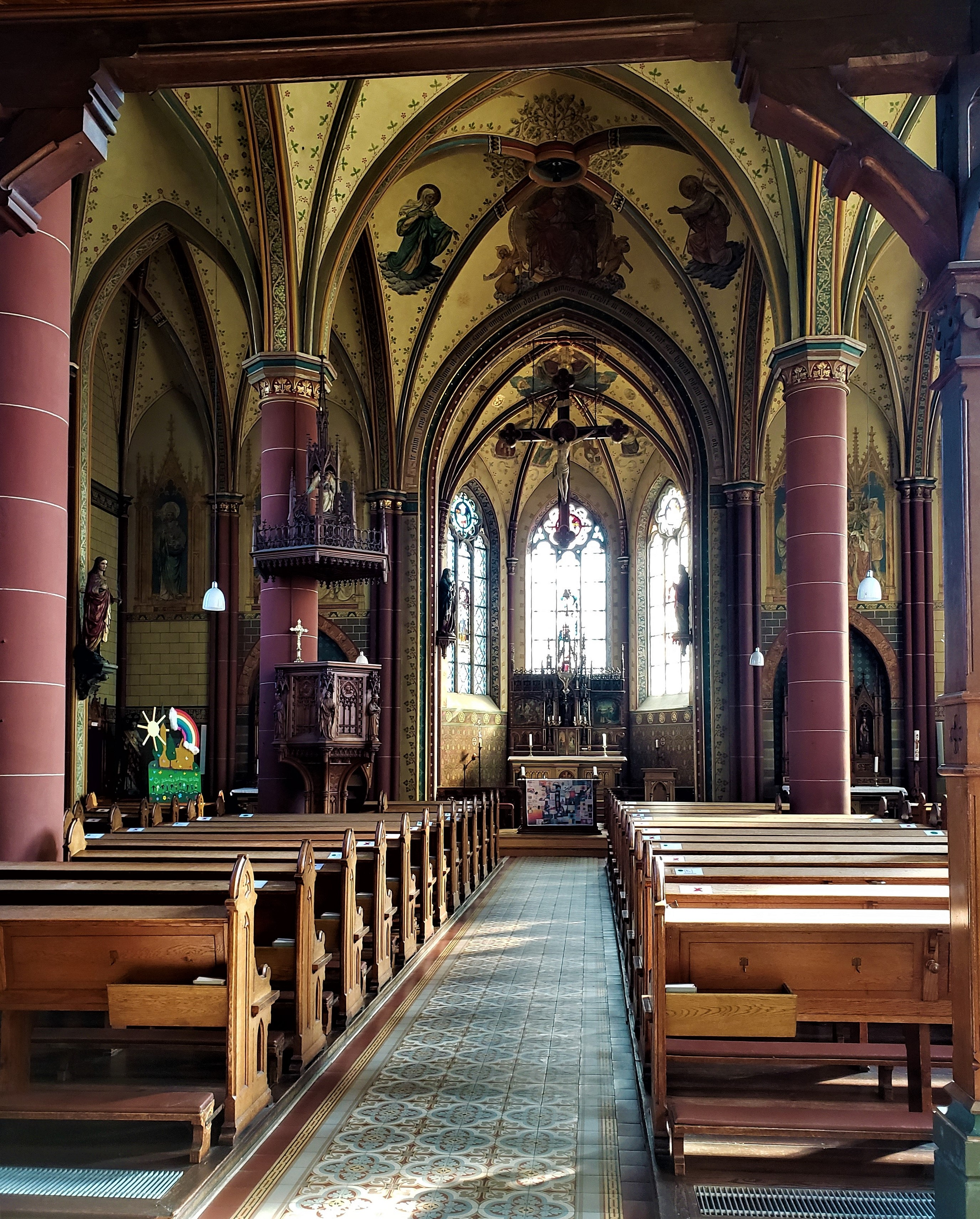
Blick in das Hauptschiff, St. Margareta, Kürten-Olpe, Ausmalung durch Robert Rosenthal, 1903–04.

Karl Joseph Hubert Robert Rosenthal (* 1862 in Much; † 7. Februar 1916 in Köln) war ein deutscher Kirchenmaler.

## Leben und Wirken
Robert Rosenthal wurde als Sohn von Wilhelm Rosenthal und Katharina Rosenthal, geb. Linder in Much im Bergischen Land geboren. Roberts Bruder Alphons Rosenthal (später „Rosendahl“) arbeitete als Elementarschullehrer und war später Schuldirektor. Über Robert Rosenthals künstlerische Ausbildung ist nichts bekannt.
Ende des 19. Jahrhunderts lebte die Familie in der Kölner Neustadt-Süd (Beethovenstraße). Robert Rosenthal heiratete am 30. Juni 1895 die Kölnerin Agnes Engels. Aus Inseraten in zeitgenössischen Zeitschriften und Zeitungen geht hervor, dass Robert Rosenthal seine Dienste als Maler und Polychromeur anbot, wobei hierbei gemeint ist, dass er neben räumlichen Bemalungen auch mobile und immobile Ausstattungsgegenstände, wie Möblierungen und Figurenschmuck farblich fasste.
Lokale Bekanntheit erlangte Robert Rosenthal Ende des 19. und Anfang des 20. Jahrhunderts als Maler und Polychromeur einiger gotischer und neugotischer Kapellen und Kirchen in Köln, dem Köln-Bonner Umland, dem Vorgebirge und dem Bergischen Land. Er stattete deren Innenräume in der Kaiserzeit mit Dekorationsmalereien aus und fasste vorhandene Ausstattungselemente farblich neu oder restaurierte vorhandene Fassungen. Ihm wurden auch Aufgaben als Glasmaler übertragen. Für die Pfarrkirche St. Peter in Köln, schuf Rosenthal im Rahmen der Renovierung und Neugestaltung 1904 fünf Glasbilder mit Heiligendarstellungen.
Unter dem Namen Kirchenmaler Rosenthal finden sich in Literatur und Pfarrchroniken unter anderem entsprechende Malerarbeiten für die Kirchen in Königswinter, Bornheim-Walberberg, Brühl, Simmerath-Lammersdorf, Kürten-Olpe, Köln-Ensen und Köln-Kalk (Gnadenkapelle).
Robert Rosenthal starb 1916 im Alter von 53 Jahren in seiner Kölner Wohnung in der Beethovenstraße 24.

## Stil und Rezeption
Robert Rosenthals Stil bei der Ausmalung der sakralen Innenräume stellt sich als eine Mischung aus der spätromantischen und historistischen Strömung der zweiten Hälfte des 19. Jahrhunderts und der um die Jahrhundertwende aufkommenden Beuroner Schule dar. Während Rosenthal so etwa die Heiligenfiguren im naturalistischen, aber idealisierten Stil der Spätromantik ausführte, scheinen diese jedoch nie raumgreifend zu sein, sondern an die Malfläche gebunden und flach, im Kontext einer reinen Flächendekoration. Bei den Heiligenfiguren arbeitete Rosenthal vermutlich mit von ihm vorgefertigten Kartons, die er bei verschiedenen Aufträgen wiederholt verwendete. So ist beispielsweise eine hohe Ähnlichkeit der Figuren der heiligen Maria, Johannes des Täufers und Gottvaters vor der Apsiskalotte der Kirchen St. Margareta in Kürten-Olpe und St. Matthäus in Brühl-Vochem (fotografisch dokumentiert) festzustellen.

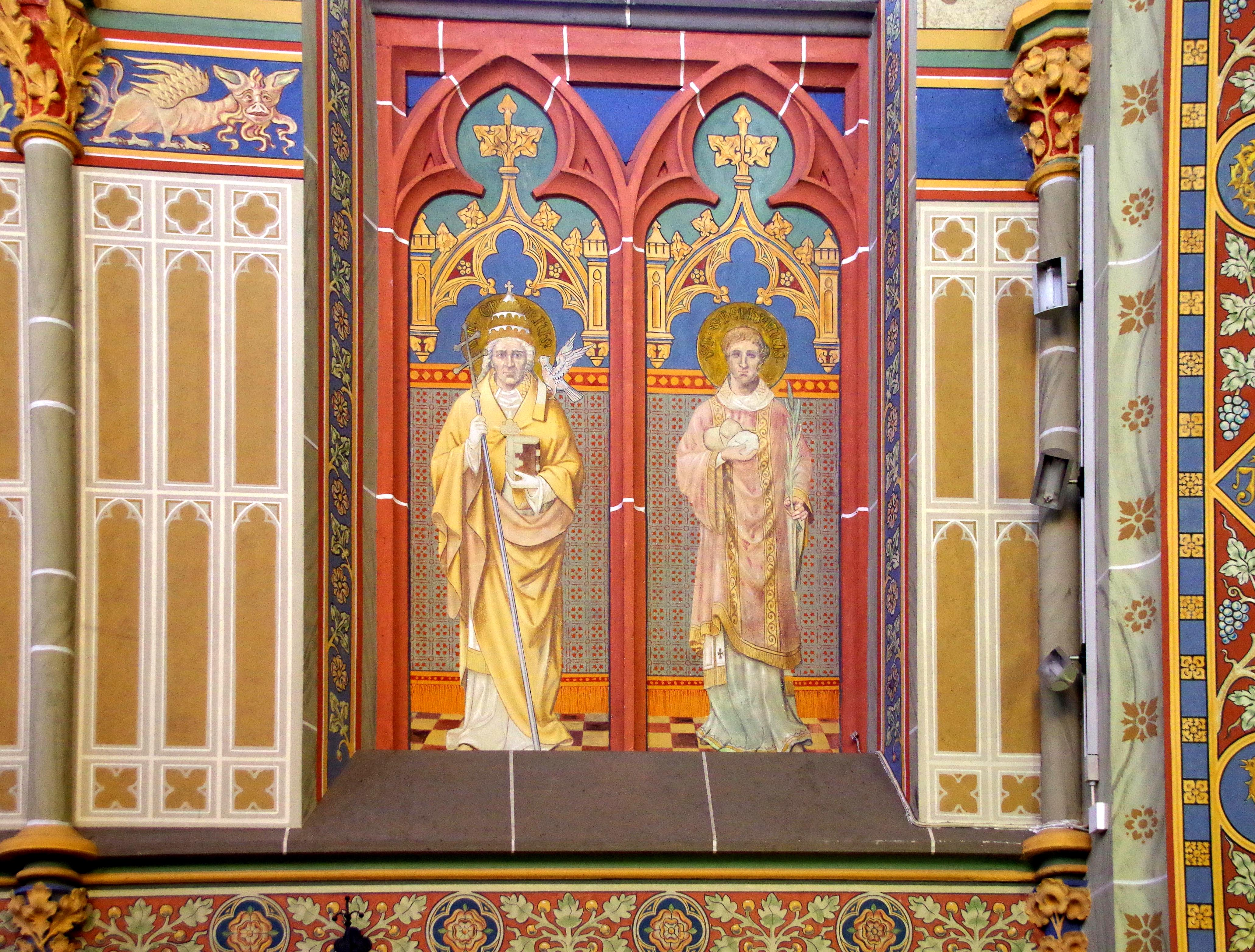
Details aus einer Wandbemalung des Seitenschiffs von Robert Rosenthal, 1911, St. Johann Baptist, Simmerath-Lammersdorf.

Rosenthals Dekorationsmalereien richteten sich vornehmlich nach vorhandenen Stil- und Farbenmustern des 19. Jahrhunderts. Die Musterungen und Dekore zeigen dabei insbesondere Einflüsse gotischer Malereien, wie imitierte Chorbehänge auf Wänden, gemalten Blendbögen mit Spitzbögen und Krabben oder auch gemalten Sternen auf den Kappen der Gewölbe. Akzentsetzungen, etwa bei den Kapitellen vorhandener Säulen oder Pfeiler, erfolgten bei Robert Rosenthal in Form von Vergoldungen. Die Malereien erfolgten, zumindest in seinen letzten Schaffensjahren, häufig in Ölfarbe.
Robert Rosenthals Arbeiten entsprachen zur Zeit ihrer Entstehung den Vorstellungen der Katholischen Kirche, in den Kirchenräumen eine besonders festliche, erhabene und spirituelle Stimmung zu erzeugen. Diese Idee wurde Ende des 19. Jahrhunderts auch in Form der farblichen Fassung zahlreicher gotischer und romanischer Kirchen in Köln umgesetzt.
Zeitgenossen urteilten wohlwollend über Rosenthals Arbeiten, so wurde über die Ausmalung der Gnadenkapelle in Köln-Kalk aus dem Jahr 1898 Folgendes geäußert:

„Das Innere unserer Gnadenkapelle ist in den letzten Wochen von dem Kirchenmaler Rosenthal in Köln in ein Schmuckkästchen verwandelt worden. Wände und Decken sind geschmackvoll decoriert und mit passenden Arabesken und Darstellungen aus dem Leben der Schmerzensmutter versehen worden.“

Während Rosenthals Auftragsorte eher provinziell blieben, scheint seine Expertise als Kirchenmaler in Köln zu dieser Zeit in dem Maße anerkannt gewesen zu sein, dass er eines der Mitglieder der Kunstkommission für die Kunstausstellung in Köln im Jahr 1903 war.

## Forschungsstand und erhaltene Zeugnisse
Robert Rosenthals malerische Arbeiten in Kapellen und Kirchen sind heute vielfach verloren.
Aufgrund des sich verändernden künstlerischen Geschmacks der ersten Hälfte des 20. Jahrhunderts, anderer Ideale beim Denkmalschutz und auch einem zunehmend veränderten Verständnis der Liturgie, betrachtete man die farblichen Fassungen sakraler Innenräume der Kaiserzeit zunehmend als zu kleinteilig und aufdringlich, weshalb man sie, insbesondere in der Zeit kurz vor und nach dem Zweiten Weltkrieg häufig übertünchte oder abschlug.
Auch über Rosenthals Arbeiten in der katholischen Pfarrkirche St. Margareta in Brühl, urteilte der damalige Pfarrer Heinrich Fetten (1880–1949) in den dreißiger Jahren negativ:

„Die Pfarrkirche war der Typus einer total verdorbenen Kirche. Alle Flächen wiesen minderwertige figürliche Malereien auf. Dazu standen die einzelnen Figuren in keiner Verbindung. Jeder, der eine Figur bezahlte, erhielt seinen Namenspatron gemalt. (...) Es gab in der Kirche für das Auge keinen Ruhepunkt, die vielen Dinge und Farben brachten das Auge in Verwirrung. Die Schönheit des Raumes kam nicht nur nicht zur Geltung, sondern die Raummaße wurden durch das Zuvielerlei völlig erschlagen.“

Daher ließ er sie, bei der Renovierung der Kirche 1938 bis 1939, entfernen.
Erhalten blieb die vollständige Ausmalung von St. Margareta in Olpe sowie die von 1990 bis 1996 freigelegte Ausmalung von St. Johann Baptist in Lammersdorf. Weitere Arbeiten des Künstlers erhielten sich in verschiedenen sakralen Gebäuden aufgrund von Kriegszerstörungen, Renovierungen oder Umbauten nicht oder nur teilweise.

## Bekannte Arbeiten als Kirchenmaler
- 1894: St. Walburga, Bornheim-Walberberg (nicht erhalten).[10]
- 1898: Gnadenkapelle, Köln-Kalk (nicht erhalten).
- 1899: St. Remigius, Königswinter (nicht erhalten).[11]
- 1900: St. Laurentius, Köln-Ensen (nicht erhalten).[10]
- 1901: St. Cornelius, Pulheim-Geyen (nicht erhalten).[12]
- 1902: St. Margareta, Königswinter-Stieldorf (nicht erhalten).[13]
- 1903–1904: St. Margareta, Kürten-Olpe.
- 1904: St. Matthäus, Brühl-Vochem (nicht erhalten).[14]
- 1904: St. Augustinus, Attendorn-Listernohl (nicht erhalten).[15]
- 1911: St. Johann Baptist, Simmerath-Lammersdorf.
- 1911: Eingangsbereich der Heil- und Pflegeanstalt der Alexianerbrüder (heute Alexianer Krankenhaus), Köln-Porz (nicht erhalten).[16]
- 1914–1915: St. Margareta, Brühl (nicht erhalten).[7]